# フェラーリ・ワールド
フェラーリ・ワールド・アブダビ (英: Ferrari World Abu Dhabi) はアラブ首長国連邦・アブダビのヤス島にある、フェラーリ関連の屋内テーマパークである。

## 概要

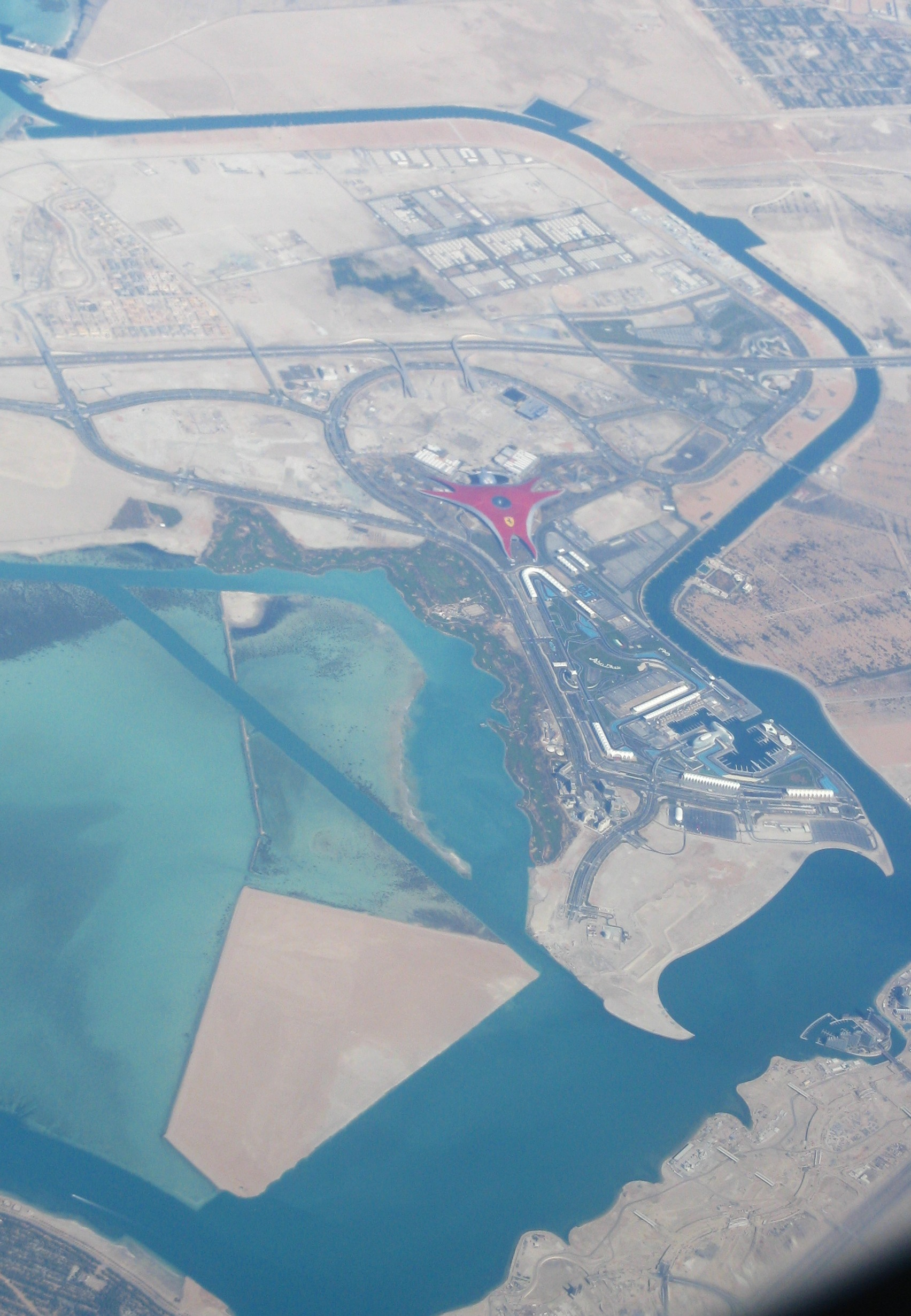
上空から見たフェラーリ・ワールドとヤス・マリーナ・サーキット

ヤス島のベイサイドリゾート総合開発事業の一環として造成が進められ、2009年10月29日のアブダビGP初開催にあわせて同年11月4日にオープンした。設計はBenoy Architectsによるもので、アルダー・プロパティズが所有し、同社とプロファン･マネジメント･グループの合弁会社、ファラ･レジャーパーク･マネジメントが管理している。
敷地はアブダビGPが開催されるヤス・マリーナ・サーキットの第7コーナー（ヘアピン）グランドスタンドの向かい側にある。屋内敷地面積（一般入場可能エリア）は10万平方メートル。三角形の紅い屋根はフェラーリGTカーのボディ側面にみられる伝統的な二重曲線をモチーフにしており、高さ最高48メートル、外周部2200メートル、総表面積20万平方メートルという巨大建築物である。その上面には65メートル x 48.5メートルのカヴァッリーノ・ランパンテ（跳ね馬）の紋章があしらわれている。

## アトラクション

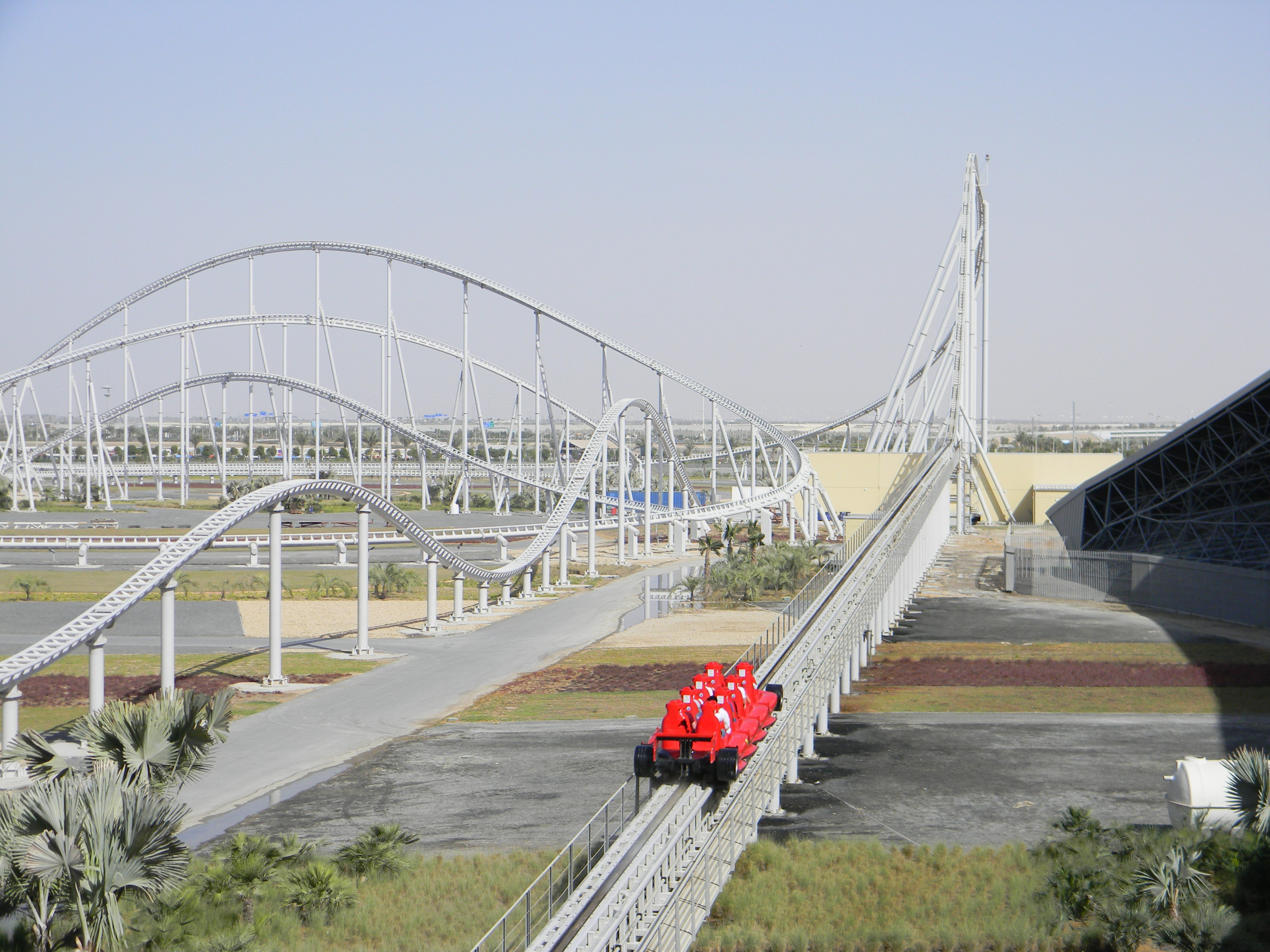
フォーミュラ・ロッサ
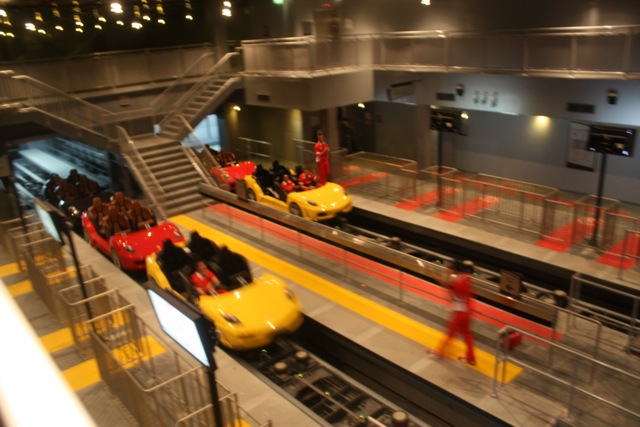
フィオラーノ・GTチャレンジ
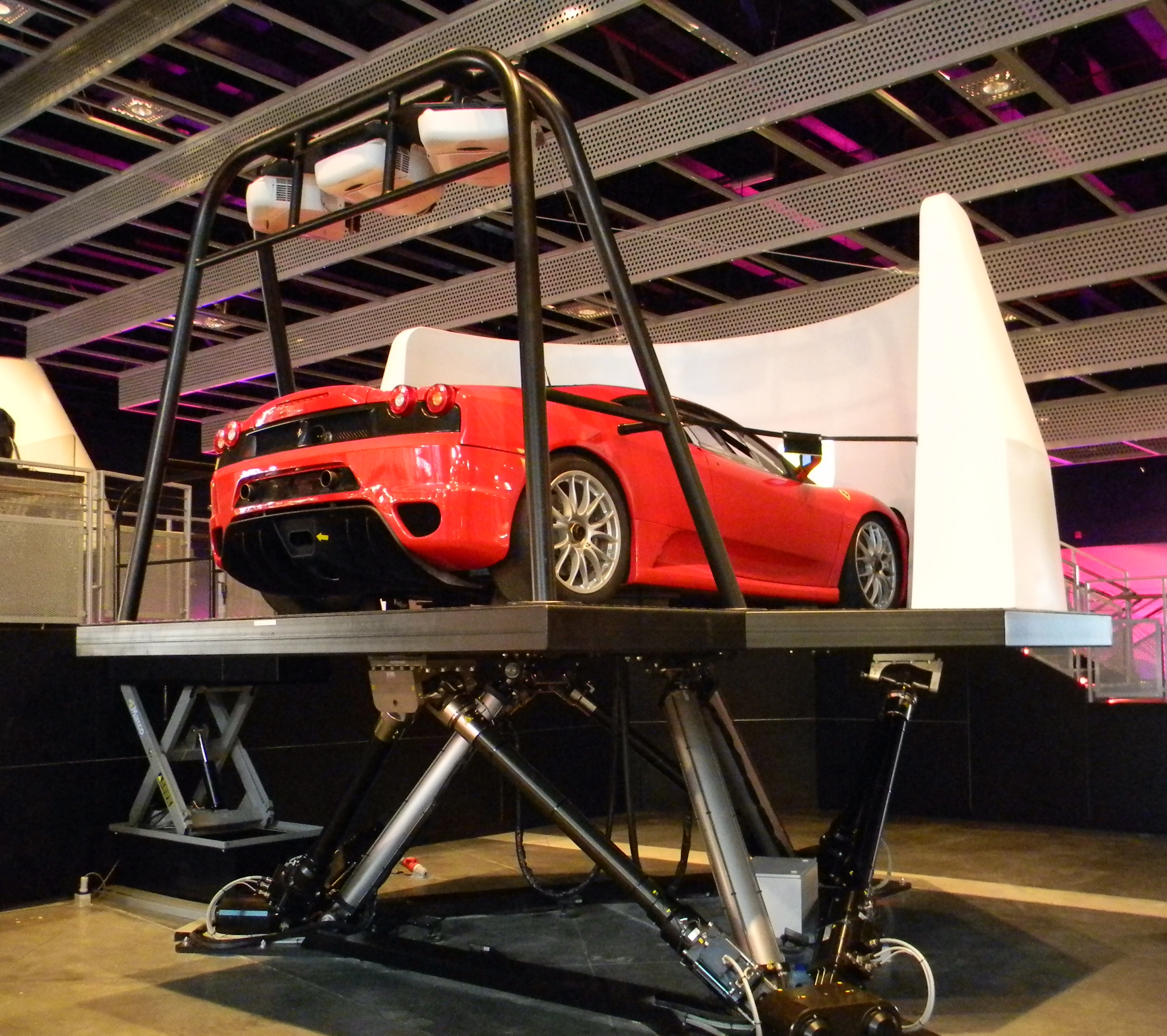
スクーデリア・チャレンジ
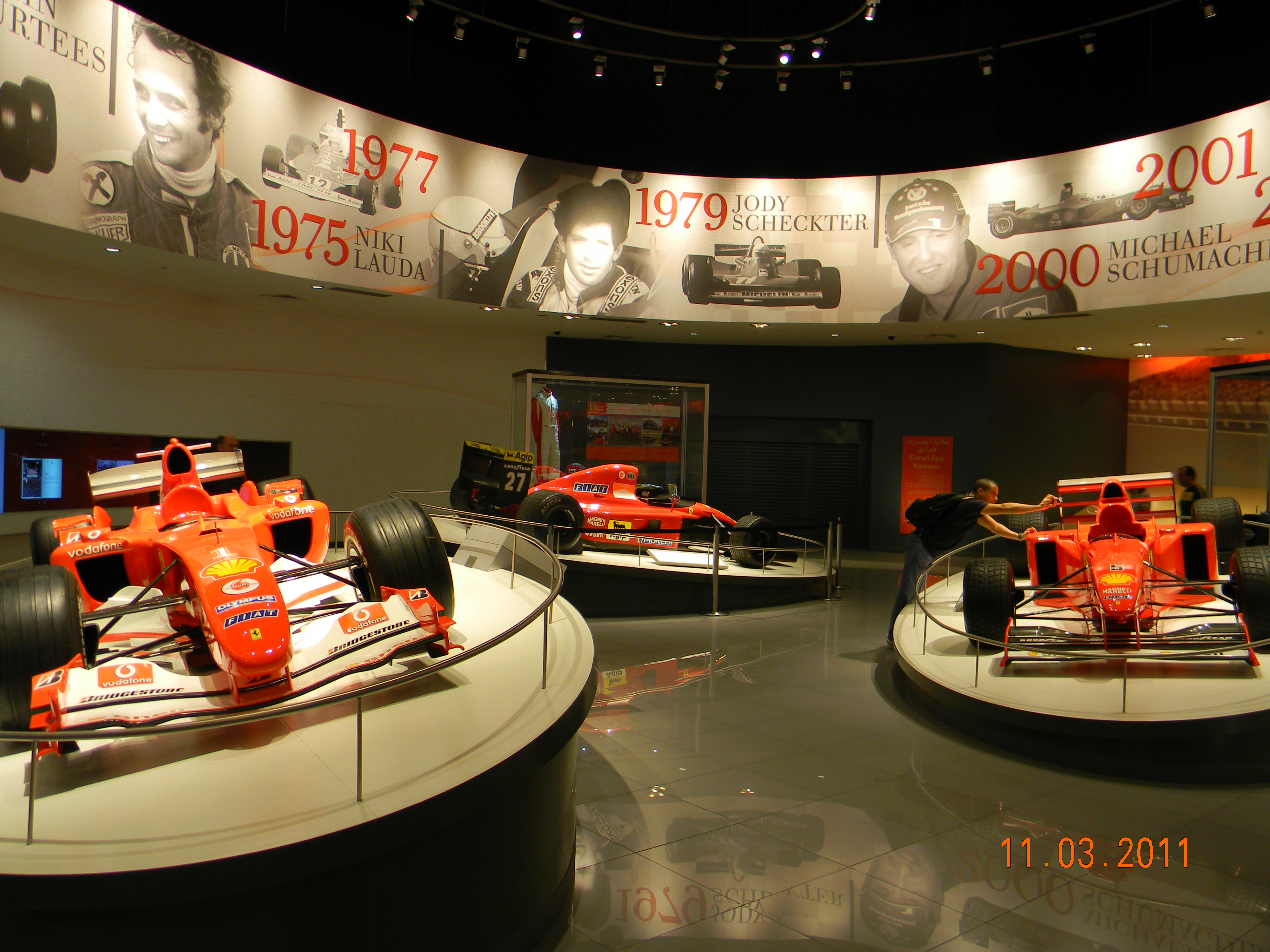
ガッレリア・フェラーリ

自動車に関連する20種類以上のアトラクションを集めたテーマパークであり、フェラーリの生産する高級スポーツカーや、スクーデリア・フェラーリのF1マシンをイメージした遊具を備えている。アトラクション設計はジャック･ラウズ･アソシエイツによるもの。
モータースポーツのスリルを体感する乗り物のほか、フェラーリの一員を疑似体験できるヴァーチャルゾーン、フェラーリの伝統を伝える展示コーナー、子供向けのインドア・ゴーカートコースなどがある。また、フェラーリグッズのオフィシャルショップや、イタリアや世界各国の食文化を味わえるレストランなどもある。
以下は開業時に公開されたアトラクションである。
フォーミュラ・ロッサ
フェラーリF1マシンをモデルにした4人乗りジェットコースター。4台連結で一度に最大16名が乗車できる。ジェット戦闘機と同じ油圧ウィンチシステムを採用し、0-100km/hまでの加速が2秒、最高速度は240km/hという世界最速のジェットコースターである。1周約2kmのレールコースは屋外にあり、乗客は砂漠の砂で目を傷めないよう、透明なサングラスを付けて搭乗する。

フライング・エース
戦闘機をモチーフにしたジェットコースター。インタミン社によるウイング・コースターとしては2機目。

フィオラーノ・GTチャレンジ
フェラーリ・F430スパイダーをモデルにしたジェットコースター2台が並走する対決型アトラクション。フォーミュラ・ロッサと同じく、屋外のコースを走行する。

ターボ・トラック
急加速型のシャトルコースター。

フォーミュラ・ロッサ・ジュニア
フォーミュラ・ロッサの名前に肖ったファミリーコースター。

ミッション・フェラーリ
建造中。複数の急加速部を持つSFXコースター。

G-フォース
地上62mの高さまで上昇してから急降下するタワー型絶叫マシン。F1マシンと同じ4.9GのGフォースを体験できる。巨大屋根の中央部のくぼみに位置する。

スクーデリア・チャレンジ
スクーデリア・フェラーリの訓練装置と同様のシステムを使用するレーシング・シミュレーター。

メイド・イン・マラネッロ
マラネッロにあるフェラーリ本社工場の製造ラインを見学するバーチャル・ツアー。

V12
フェラーリ・599GTBフィオラノのV12エンジンの内部を冒険するウォーターライド。

ザ・ピットウォール
スクーデリア・フェラーリのピットウォール設備を再現し、レースシナリオの中で指示を選択する。

ドライビング・ウィズ・チャンピオンズ
新米エンジニアがチャンピオンの車に同乗するストーリーの3Dショー。

パドック
レース期間中のスクーデリア・フェラーリのモーターホームを再現した空間。

ガッレリア・フェラーリ
マラネッロにあるガッレリア・フェラーリ（フェラーリ・ギャラリー）のアブダビ版。フェラーリ歴代の名車を揃える。

ザ・レーシング・レジェンド
フェラーリ創成期から現代に至るまでの、モータースポーツにおける業績をたどる乗り物。

シネマ・マラネッロ
創業者エンツォ・フェラーリにまつわるショートフィルムを上映するミニシアター。

ジュニアGT
インストラクターが指導する、子供向けのドライビングスクール。専用コース内でフェラーリ・F430GTをモデルにしたゴーカートを使用する。

ジュニア・グランプリ
ジュニアGTからのステップアップ。ミニF1のゴーカートでレースの雰囲気を体験する。

スピード・オブ・マジック
自然をテーマにした4次元ファンタジー。

ジュニア・トレーニングキャンプ
子供向けの遊び場。

カルーセル
フェラーリ未発表のプロトタイプをモデルにしたメリーゴーランド。

ヴィアッジョ・イン・イタリア
フェラーリを追いかけてイタリア各地を巡るバーチャル・スカイツアー。

ベル・イタリア
イタリアの名所やマラネッロを再現したミニチュアマップ。
- フォーミュラ・ロッサ
- フィオラーノ・GTチャレンジ
- スクーデリア・チャレンジ
- ガッレリア・フェラーリ

## イベント
イベント会場としても利用されており、過去にはビヨンセ、エアロスミス、ジャミロクワイ、キングス・オブ・レオンらがコンサートを行っている。
2010年4月10日には総合格闘技イベント「UFC 112」が開催された。